# Metanuncia stewartia
Metanuncia stewartia is een hooiwagen uit de familie Triaenonychidae.